# Science and Technology Options Assessment
Das Science and Technology Options Assessment (STOA) Komitee ist ein Ausschuss des Europaparlamentes, der sich mit Wissenschaft und Technikfolgenabschätzung befasst.
Der Vizepräsident des Parlamentes, derzeit Oldřich Vlasák, ist von Amts wegen Mitglied im STOA-Ausschuss; die anderen 14 Mitgliedern werden nominiert von den sechs ständigen Parlaments-Ausschüssen ITRE, EMPL, ENVI, IMCO, TRAN und AGRI.
Vorsitzender ist der Portugiese António Correia de Campos; seine Stellvertreter sind der Österreicher Paul Rübig und der Brite Malcolm Harbour.
Die Sitzungen sind öffentlich, aber nur die 15 Mitglieder des Ausschusses sind stimmberechtigt.